# Marc-Michel Rey
Pour les articles homonymes, voir Rey.
Marc-Michel Rey est un éditeur et libraire né à Genève en 1720 et mort à Amsterdam en 1780 connu pour son rôle dans la diffusion des œuvres de philosophes français des Lumières tels que Rousseau, Voltaire, Diderot et d’Holbach.

## Biographie

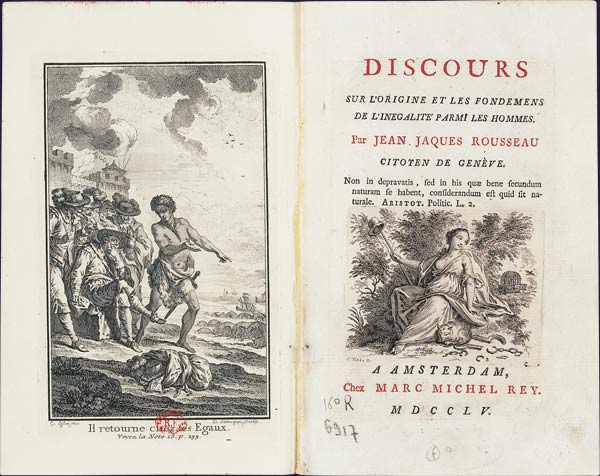
Page de garde du « Discours sur l'origine et les fondements de l'inégalité parmi les hommes » de Jean-Jacques Rousseau, édité par M.-M. Rey

Né de parents huguenots français originaires de Treschenu en Dauphiné et mariés à Genève en 1715, Marc-Michel Rey naît à Genève en 1720. Il devient apprenti à partir de 1733 d'abord auprès de son parrain Marc Michel Bousquet, libraire à Genève chez qui son père a travaillé comme emballeur, puis chez le libraire Philippe Henri Hutter à Francfort-sur-le-Main et le termine en 1744 en revenant chez Marc Michel Bousquet. Il s'installe à Amsterdam, est admis à la corporation des libraires en 1746 et épouse en 1747 Elisabeth, fille du libraire Jean Frédéric Bernard dont il reprend le fonds.
Il se fait connaître par sa réimpression d'une version enrichie du Journal des savants et devient à partir de 1755 le plus important éditeur des Lumières. Il est le principal éditeur de Jean-Jacques Rousseau, et publie également et entre autres : Denis Diderot, Voltaire, D'Holbach et Marat. Il participe à l'édition du Supplément à l'Encyclopédie. Henri-Joseph Dulaurens travaille pour lui de 1761 à 1763. 
N'ayant jamais vraiment maîtrisé le néerlandais, il fit partie du petit cercle francophone qui habitait la capitale des Provinces-Unies. Il meurt le 8 juin 1780 à Amsterdam.